# James City
James City is een plaats (census-designated place) in de Amerikaanse staat North Carolina, en valt bestuurlijk gezien onder Craven County.

## Demografie
Bij de volkstelling in 2000 werd het aantal inwoners vastgesteld op 5420.

## Geografie
Volgens het United States Census Bureau beslaat de plaats een oppervlakte van
37,5 km², waarvan 21,5 km² land en 16,0 km² water.

## Plaatsen in de nabije omgeving
De onderstaande figuur toont nabijgelegen plaatsen in een straal van 8 km rond James City.